# حوزه انتخابیه بویراحمد، دنا و مارگون
حوزهٔ انتخاباتی بویراحمد، دنا و مارگون یکی از حوزه‌های استان کهگیلویه و بویر احمد برای انتخابات مجلس شورای اسلامی است. این حوزه به مرکزیت بویراحمد ۱ نماینده دارد.

## پی‌نوشت و منبع
- «جدول حوزه‌های انتخابیه در انتخابات نهمین دورهٔ مجلس شورای اسلامی» (PDF). مرکز پژوهش و سنجش افکار صدا و سیما. بایگانی‌شده از اصلی (PDF) در ۵ اكتبر ۲۰۱۸. دریافت‌شده در ۲۷ مارس ۲۰۱۶. تاریخ وارد شده در |archive-date= را بررسی کنید (کمک)